# Joshua McGuire
Joshua McGuire, detto Josh (Hamilton, 15 giugno 1983), è uno schermidore canadese.

## Palmarès
In carriera ha conseguito i seguenti risultati:
- Campionati Panamericani:

2007: argento nel fioretto individuale.